# 三十二番職人歌合

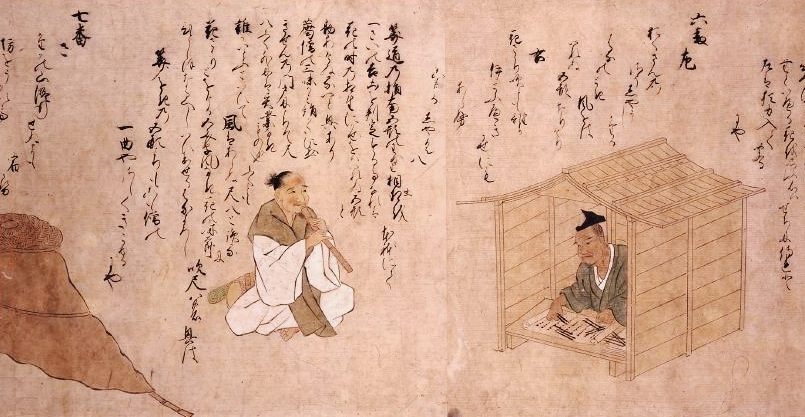
算をき（算置、左）、こも僧（薦僧、右）の歌合。

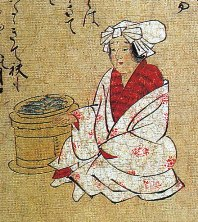
桂の女（桂女）。

『三十二番職人歌合』（さんじゅうにばんしょくにんうたあわせ）は、日本の中世（12世紀 - 16世紀）期に編纂された4種5作の職人歌合の一つである。「三十六歌仙」をテーマに13世紀につくられた歌合『三十六歌仙絵巻』の描法・構図を踏襲して、15世紀末（1494年）、当時台頭し始めた「職人」をテーマに、32の職種をピックアップして構成された。形態は絵巻物。

## 略歴・概要
1214年（建保2年）につくられた『東北院職人歌合』（曼殊院旧蔵本10種、群書類従本24種）、1261年（文応2年、弘長元年）につくられた『鶴岡放生会職人歌合』（24職種）に次ぐ3つめの職人歌合である。1494年（明応3年2月）、後土御門天皇（1442年 - 1500年）の生母で後花園天皇の准后、嘉楽門院信子（大炊御門信子、1411年 - 1488年）の七回忌を契機に作成されたとされる。「いやしき身なる者」が歌を番えるという形式をもつ。「いやしき身なる者」とは、絵解や猿牽（猿飼）、鉦叩、胸叩といった門付・大道芸を行う芸能者、桂の女（桂女）や樒売、菜売といった行商人がそれであり、これらの職能は、経済流通・交通の変化・発展や、芸能の発展、民間仏教の布教といった時代背景をもって出現したものである。
歌数64首、職種32種、「花」「述懐」を題とした狂歌的な和歌による各16番合計32番の歌合として構成されている。略画の描写も動的であり、3世紀近く先行する2つの職人歌合に比較すると、独自な発展がみられる。歌合には「判者」が欠かせないが、これを本作では「勧進聖」としている。
1793年（寛政5年） - 1819年（文政2年）に編纂された『群書類従』に取り上げられた（1207番）。1778年（安永7年）の模本等が現存する。国立国会図書館所蔵の『群書類従 502』では、テキストのみで略画が省略されている。

## 一覧
本作の歌合の組み合わせ、および登場する職能の一覧である。
|    | 左                       | 右                     |
| -- | ------------------------ | ---------------------- |
| 1  | 千秋万歳法師             | 絵解                   |
| 2  | 獅子舞                   | 猿牽（猿飼）           |
| 3  | うぐひす飼（鶯飼）       | 鳥さし（鳥刺）         |
| 4  | 大のこひき（大鋸引）     | 石切                   |
| 5  | 桂の女                   | 鬘捻                   |
| 6  | 算をき（算置）           | こも僧（薦僧）         |
| 7  | 高野聖                   | 巡礼                   |
| 8  | 鉦敲（鉦叩）             | 胸たたき（胸叩）       |
| 9  | へうほうゑ師（表補絵師） | はり殿（張殿）         |
| 10 | 渡もり（渡守）           | 輿舁                   |
| 11 | 農人                     | 庭掃                   |
| 12 | 材木売                   | 竹売                   |
| 13 | 結おけし（結桶師）       | 火鉢うり（火鉢売）     |
| 14 | 糖粽売                   | 地黄煎うり（地黄煎売） |
| 15 | 箕つくり（箕作）         | しきみ売（樒売）       |
| 16 | 菜うり（菜売）           | 鳥売                   |